# Io9
«io9» — це блог, запущений 2008 року компанією «Gawker Media». Блог зосереджується на висвітленні новин зі сфері наукової фантастики, футуризму і досягнень у царині науки і технології.
Його редагує американська журналістка єврейського походження Аннелі Невітц (Annalee Newitz), колишній політичний аналітик громадської організації «Electronic Frontier Foundation» і дописувачка журналів «Popular Science», «Wired» і «New Scientist». Інші дописувачі блогу: Джоф Мано (Geoff Manaugh) (автор блогу «BLDGBLOG»), Ґрем МакМіллан (Graeme McMillan) (відомий дописувач сайту «Newsarama»), і партнер Аннелі Невітц — жінка чоловічого походження Чарлі Джейн Андерз (Charlie Jane Anders), Мередіт Вернер (Meredith Woerner), Аласдер Вилкінз (Alasdair Wilkins), Сиріак Лямар (Cyriaque Lamar), Тім Баррібу (Tim Barribeau), Естер Інглис-Аркелл (Esther Inglis-Arkell), Лорен Дейвіс (Lauren Davis), Роберт Ті. Ґонсалес (Robert T. Gonzalez), Кейт Веронес (Keith Veronese) і Лінн Перил (Lynn Peril). У проміжку між жовтнем 2010 і січнем 2012 на «io9» розміщували подкаст «Geek's Guide to the Galaxy», створений Джозефом Адамсом (John Joseph Adams) і Девідом Барр Кіртлі (David Barr Kirtley).
2008 року, одразу після того, як проект Невітц, що називався «other magazine» (букв. «інший журнал»), припинив друк, компанія «Gawker media» запропонувала їй розпочати науковий і науково-фантастичний блог. У інтерв'ю Невітц пояснила значення «io9»: «Ну, io9 — це пристрої введення-виведення, які дозволяють зазирнути в майбутнє. Це мозкові імпланти, оголошені поза законом, бо вони доводять до божевілля того, хто їх використовує. Ми зробили назву цього пристрою назвою блогу. Цей блог присвячено погляду у майбутнє і наукову фантастику, тож ми хотіли скористатися вигаданим іменем, чимось таким науково-фантастичним». На сторінці «io9»: «Пояснення» [Архівовано 6 квітня 2012 у Wayback Machine.] подають деталі цієї вигаданої історії цих пристроїв.
Цей блог проіндексовано в інформаційній службі (RSS-агрегаторі) «Google News». У лютому 2010 року, його було визнано одним із 30 найголовніших наукових блогів Майклом Мораном у блогі «Eureka Zone blog» газети «Таймс». Пан Моран зазначив таке: «Оцей нібито блог для любителів наукової фантастики, „io9“ знаходить місце для статей про передові технології, нерозвідані сфери астрономії і усезростаючої тривоги через появу сірого слизу».
«io9» було згадано в американському телесеріалі «Клуб ляльок».